# السمحة (الأحساء)
السمحة هي قرية تتبعُ محافظة الأحساء في المِنطقة الشرقيَّة في المَملكة العربيَّة السعوديَّة.

## الموقع
يقع منتجع سمحة في الجانب الشرقي من مسطح السيفة الأخضر الذي كان يحيط بمدينة الهفوف القديمة في محافظة الأحساء من شمالها وغربها. وبشرق المنتجع يقع مسجد العيد الذي يصلي فيه سكان أحياء الرقية والنعاثل وما جاورها.

## الأصل
كان لصالح النافع عقار زراعي يُدعى (سَمحة) وبقربه جامع المزروعية متولياً عليه عن طرق العرق وقد كان من قبل لعائلة آل حسين، واقترحه صالح على عبد الله بن سليمان الحمدان أن يتولاه بغرض السكن والتنزه فيه. وسمحة وقتها بستان عادي كسائر بساتين الأحساء. أدخل بن سليمان تحسينات على هذا البستان، وأصبح من أهم المنتحعات. وقام برعاية هذا البستان السيد عبد العزير النافع طيلة حياته بعد وفاة والده. وكان أهم ما يميز هذا البستان إنشاء قصر وبركة فيه. ظل ابن سليمان يسكن في سمحة كلما زار الأحساء.

## السكان
يُعتبر مركز السحمة الواقع في الربع الخالي موطناً رئيسياً لقبيلة الخوار، وهي من القبائل العربية الأصيلة. يسكن أفراد القبيلة هذه المنطقة منذ سنوات طويلة، حيث ساهموا في تأسيسها وتطويرها لتكون واحدة من الهجر المهمة في محافظة الأحساء.
يُقدر سكان مركز السحمة بأنهم ينتمون بشكل رئيسي إلى قبيلة الخوار، ويُعدّ الشيخ محمد بن منيف الخوار أحد أبرز رموزهم، حيث يتولى رئاسة المركز ويمثل القبيلة في المناسبات الرسمية والاجتماعية.
تشهد هجرة السحمة استقراراً سكانياً يعتمد على النمط البدوي التقليدي مع إدخال تحسينات حديثة بفضل دعم الجهات الحكومية وزيارات المسؤولين، مثل زيارة الأمير سعود بن طلال بن بدر آل سعود لمحافظة الأحساء

## الاقتصاد
ورد في جريدة أم القرى تقرير الوفد الصحفي ــ الذي رافق وزير المالية آنذاك في زيارة له للأحساء في 24 من المحرم عام 1371هــ. ومما قاله الوفد عن منتجع سمحة ما يلي:ـ« وبعد ذلك توجه معالي الوزير ــ وبمعيته رجال مكتبه والوفد الصحفي السعودي ـ إلى (سمحا) وهي مزرعة عظيمة تابعة لمعالي زير المالية الشيخ عبدالله السليمان محاطة بسور عال، ويقع في وسطها قصر فخم جميل جَمَعَ في ترتيبه وتنظيمه بين القديم والحديث فبدا آية من آيات الجمال تحيط به الأشجار من جميع جوانبه الأربعة، وبالقرب منه بركة كبيرة يرتفع الماء فيها من يئر مركب عليه ماتور خاص لدفع الماء، وعلى طرف هذه البركة صفت الأرائك والمقاعد التي أعدت للجلوس يشكل مرتب منسق، وتنتج (سمحا) أنواع الفواكه والتمور وغيرها من المزروعات، وقد أمضينا بها وقتاً طيباً تحدَّث فيه معالي مزير المالية إلى الحاضرين حديثاً عاماً شاملاً عن الزراعة في البلاد، وعن نخيل الأحساء، وما يمتاز به من الجودة، علاوةً على شهرته. أهـ»